# Хрон
Хрон (на словашки: Hron) е река в Словакия (Банскобистришки и Нитрански край), ляв приток на Дунав. Дължина 298 km (втората по дължина река в Словакия), площ на водосборния басейн 5453 km².
Река Хрон води началото си на 1546 m н.в., от югоизточнато подножие на връх Кралова Хола (1946 m), в най-източната част на Ниските Татри. В горното и средното си течение тече в западна и югозападна посока в тясна и дълбока долина с редуващи се котловинни разширения между Ниските Татри на север и Словашките Рудни планини на юг, масивите Кремницки Върхи и Втачник на северозапад и Щявницке Върхи на югоизток. При град Тлмаче реката излиза от планините, завива на юг и тече през северната част на Среднодунавската низина. Влива се отляво в река Дунав, при нейния 1716 km, на 101 m н.в., срещу унгарския град Естергом.
На запад и север водосборният басейн на Хрон граничи с водосборния басейн на река Вах (ляв приток на Дунав), а на изток и югоизток – с водосборните басейни на реките Тиса и Ипел (леви притоци на Дунав). В тези си граници площта на водосборния басейн на Хрон възлиза на 5453 km² (0,67% т водосборния басейн на Дунав). Основните притоцина реката са леви – Слатина (55 km), Сикеница (47 km), Перек (52 km).
Хрон има ясно изразено пролетно пълноводие и лятно маловодие, с характерни епизодични летни прииждания в резултат на поройни дъждове във водосборния ѝ басейн.
В миналото реката е била използвана за транспортиране на дървен материал. По течението ѝ са изградени няколко малки ВЕЦ-а. По цялото си протежение долината на реката е гъсто заселена. По-големите селища са градовете: Брезно, Банска Бистрица, Зволен, Ждяр над Хроном, Жарновица, Нова Баня, Левице, Железовце.